# Amer Picon
Amer Picon (spotyka się także pisownię amer picon) – gorzki likier ziołowy (bitter).
Jego recepturę opracował w 1830 roku Francuz Gaston Picon. Początkowo likier ten zawierał 39% alkoholu ABV, w latach 70. – 29%, natomiast od 1989 roku zaledwie 19%.
Obecnie Amer Picon jest popularny głównie we Francji i rzadko można znaleźć go na sklepowych półkach poza tym krajem.

## Pochodzenie nazwy
W języku francuskim wyraz amer znaczy 'gorzki'. Drugi człon powstał od nazwiska Picona.

## Składniki
- spirytus,
- woda,
- wyciąg ze skórek pomarańczy,
- chinina,
- korzeń gencjany,
- przyprawy.

## Podawanie
Amer Picon podawany jest na ogół przed posiłkiem. Pije się go z dodatkiem lodu lub używa w drinkach. Jednym z drinków przyrządzanych z likieru jest Picon Punch, składający się z 2 miarek Amer Picon, ½ miarki grenadyny, ½ miarki soku z cytryny oraz stosownej ilości wody sodowej.
We Francji Amer Picon serwuje się ponadto z piwem (napój charakteryzuje się wówczas różową pianą) bądź z białym winem.